# 瓦兹河畔贝尔讷
瓦兹河畔贝尔讷（法語：Bernes-sur-Oise，法語發音：[bɛʁn syʁ waz] ⓘ）是法国法兰西岛大区瓦兹河谷省的一个市镇，属于蓬图瓦兹区。

## 地理
瓦兹河畔贝尔讷（49°9'40"N, 2°18'2"E）面积5.45 平方千米，位于法国法蘭西島大區瓦兹河谷省，该省份为法国北部内陆省份，北起瓦兹省，西接厄尔省，南至塞纳-圣但尼省、上塞纳省和伊夫林省，东临塞纳-马恩省。
与瓦兹河畔贝尔讷接壤的市镇（或旧市镇、城区）包括：莫朗格勒、泰勒地区勒梅尼勒、瓦兹河畔博蒙、瓦兹河畔布吕耶尔、佩尔桑。

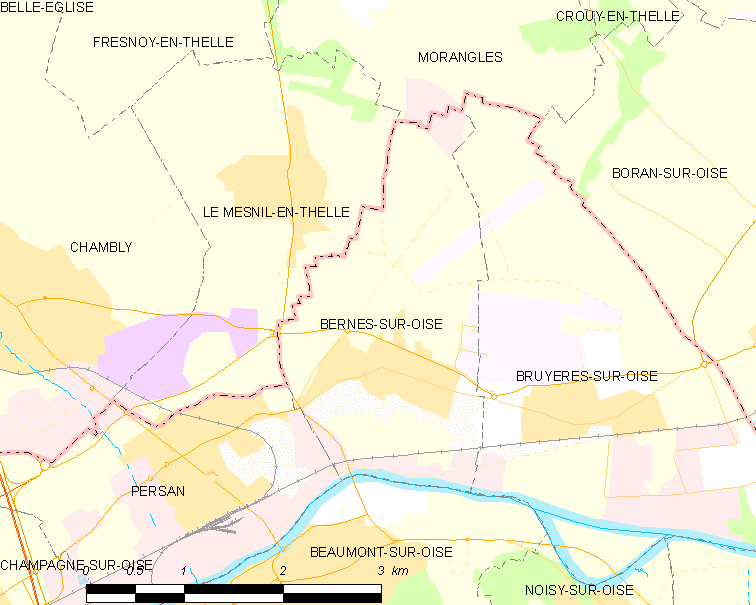
瓦兹河畔贝尔讷的OSM定位图

瓦兹河畔贝尔讷的时区为UTC+01:00、UTC+02:00（夏令时）。

## 行政
瓦兹河畔贝尔讷的邮政编码为95340，INSEE市镇编码为95058。

## 政治
瓦兹河畔贝尔讷所属的省级选区为利勒亚当县。

## 人口

1962-2008年间瓦兹河畔贝尔讷人口变化图示

瓦兹河畔贝尔讷于2022年1月1日时的人口数量为2703人。